# The Music Shop (software)
The Music Shop, meglio noto come Music Shop, è un programma di notazione musicale, realizzato da Don Williams e pubblicato dalla Brøderbund nel 1985 per Commodore 64, computer dotato del sintetizzatore sonoro SID a tre voci.

## Programma
Music Shop presenta una barra dei comandi con dei menu di tipo a tendina e dei menu popup, all'epoca interfacce tipiche dei più potenti Macintosh. Il puntatore di comando può essere controllato anche con il joystick. Le note vengono visualizzate tramite un doppio pentagramma con colori personalizzabili, che può avanzare su un elevato numero di pagine, con il solo limite della capacità del floppy disk di salvataggio.
I menu a tendina riguardano la gestione dei file su dischetto e la gestione del programma, mentre i menu popup aprono delle finestre sugli editor musicali, ossia la scelta delle note, delle pause e altre notazioni musicali. Un altro menù popup propone la scelta degli strumenti con forme d'onda già impostate ma cambiabili, ossia il programma permette di impostare qualsiasi inviluppo per ognuna delle tre voci possibili, ossia anche suoni elettronici non esistenti negli strumenti reali. Queste sue proprietà ne facevano un programma molto apprezzato dalla critica.